# Soft On Demand
Soft On Demand (SOD) és una productora japonesa de cinema pornogràfic amb seu a Tòquio. Va ser fundada el 1995 i és una de les principals productores del país nipó, llençant al mercat centenars de títols anualment. És una productora coneguda per la seua manera peculiar de fer pornografia i un afany experimentador. Ha produït obres no pornogràfiques com sèries d'anime de públic general.
Exigeix a tots els seus treballadors que demanen permís als seus pares perquè creuen a l'empresa que si poden parlar amb els seus familiars de manera oberta, poden parlar amb la resta dels treballadors amb més facilitat. Malgrat el seu nom, es dedica a produir pornografia dura.
Entre 2008 i 2010 la companyia va ser la que més venia malgrat experimentar vendes fluixes.
El 2009, el conseller delegat va decidir que, davant els problemes recents econòmics provocats per l'accés gratuït i fàcil a la pornografia, Makino Eri, una directora de cinema, s'encarregara d'una línia de pornografia orientat a públic femení amb un pressupost de 5 milions de yens. Aquesta línia s'anomenà Silk Lab. Makino reuní a totes les treballadores de SOD possibles per a parlar dels problemes que trobaven amb la pornografia. També va ser una investigació a dos sex-shops orientats a dones.
Es publicaren dos pel·lícules en DVD, Body Talk Lesson i Faindā no Mukō ni Kimi ga Ita, que foren un èxit. Poc després, la revista de moda anan demanà a Silk Lab que produïra un curtmetratge eròtic.